# Jumbo (supermercados)
Jumbo es una cadena de supermercados de los Países Bajos, con presencia también en Bélgica. Es parte de Van Eerd Group, de propiedad privada. Van Eerd fue originalmente una empresa mayorista de comestibles, establecida en 1921.

## Historia
El 18 de octubre de 1979, Jan y Anita Meurs abrieron el primer supermercado Jumbo en una antigua iglesia en Tilburg. Recibió el nombre del elefante Jumbo con la intención de superar el nombre de una tienda rival local llamada Torro, que pertenecía a Van Eerd. En 1983, Van Eerd compró la tienda Jumbo a la familia Meurs y posteriormente se expandió, primero en las provincias del sur y luego en todo el país.
Desde mayo de 2006, se han abierto 77 establecimientos en los Países Bajos. Juntos tienen una cuota de mercado del 3,4% en el país desde el 1 de enero de 2006. La oficina central y el centro de distribución se encuentran en Veghel. Jumbo tiene tres centros de distribución regionales: Beilen, Drachten y Den Bosch. Con la apertura de Jumbo en Valthermond, Drente en octubre de 2005, hay un Jumbo en cada provincia de los Países Bajos. Hasta la adquisición de la cadena C1000, relativamente pocos Jumbo estaban en el área de Randstad.
El 23 de noviembre de 2011 se anunció que Jumbo se haría cargo de todas las tiendas C1000. Como consecuencia, Jumbo se convirtió en la segunda cadena de supermercados más grande de los Países Bajos, después de Albert Heijn. El 23 de octubre de 2014, el supermercado anunció que sería uno de los principales patrocinadores del equipo de ciclismo profesional UCI World Tour, Belkin Pro Cycling, que se convirtió en LottoNL-Jumbo y en 2019 Team Jumbo-Visma.
El 26 de enero de 2016, Jumbo anunció que había adquirido la cadena de restaurantes Vroom & Dreesmann por una cantidad de dinero no revelada. En 2017-2019 fue uno de los principales patrocinadores del Racing Team Nederland que ingresó a la European Le Mans Series en 2017 y al Campeonato Mundial de Resistencia de la FIA en 2018-2019 y 2019-2020.